# Renaissance Center (Detroit People Mover)
Renaissance Center es una estación del Detroit People Mover (DPM) de la ciudad de Detroit, Míchigan (Estados Unidos). Es administrada por el Departamento de Transporte de Detroit y se encuentra en el segundo piso de la Tower 200 del complejo de rascacielos Renaissance Center. Fue inaugurada en 1987.

## Descripción
La estación Renaissance Center cuenta con 1 plataforma lateral.